# Caproni Vizzola Calif
Caproni Vizzola Calif là dòng tàu lượn sản xuất tại Italy trong thập niên 1970 và 1980.

## Biến thể
- A-10 (1)
- A-12 (2)
- A-14 (1)
- A-15 (1)
- A-20
  - A-20S
- A-21
  - A-21S
  - A-21SJ

## Tính năng kỹ chiến thuật (A-21S)
Đặc điểm tổng quát
- Kíp lái: 1
- Sức chứa: 1 hành khách
- Chiều dài: 7.84 m (21 ft 9 in)
- Sải cánh: 20.38 m (66 ft 10 in)
- Chiều cao: 1.61 m (5 ft 3 in)
- Diện tích cánh: 16.2 m2 (174 ft2)
- Tỉ số mặt cắt: 25.6
- Trọng lượng rỗng: 436 kg (961 lb)
- Trọng lượng có tải: 644 kg (1.420 lb)

Hiệu suất bay
- Vận tốc cực đại: 255 km/h (158 mph)
- Hệ số bay lướt dài cực đại: 43:1
- Vận tốc xuống: 0,6 m/s (118 ft/phút)